# Hank Mobley
Hank Mobley (Eastman, 1930. július 7. – Philadelphia, 1986. május 30.), amerikai tenorszaxofonos, zeneszerző.

| Hank Mobley                               | Hank Mobley                               |
| Kattints az alábbi külső linkek egyikére! | Kattints az alábbi külső linkek egyikére! |
| ----------------------------------------- | ----------------------------------------- |
| Nem található szabad kép.(?)              |                                           |
| külső link · jogvédett                    | Hank Mobley                               |

## Pályakép
Karrierje az 1950-es években indult el. Horace Silver és az Art Blakey Jazz Messengers tagja volt. John Coltrane helyére állt be a Miles Davis Quintetbe 1961-ben. Dizzy Gillespie együttesekében is játszott.
Az ötvenes évek végén, a 60-as évek elején mintegy 60 albumon szerepelt a legnagyobb nevek mellett (Horace Silver, Art Blakey, Miles Davis, Dizzy Gillespie, Max Roach, Lee Morgan, Freddie Hubbard, Kenny Dorham, Milt Jackson, Johnny Griffin).
A tenorszaxofon középsúlyú bajnokának nevezték, mert játéka nem volt olyan agresszív, mint John Coltrane-é, de olyan lágy sem, mint Stan Getzé. Stílusa szelíd, finom és dallamos volt.
A pennsylvaniai Philadelphiában halt meg 1986-ban, 55 éves korában tüdőgyulladásban.
Mobley ...igen szépen, lekerekítve, kissé visszafogottan, ugyanakkor mégis nagyon férfiasan játszott.

## Lemezek
- 1955: Hank Mobley Quartet
- 1956: The Jazz Message of Hank Mobley
- 1956: Mobley's Message
- 1956: Mobley's 2nd Message
- 1956: Tenor Conclave (+ Al Cohn, John Coltrane, Zoot Sims)
- 1956: Hank Mobley with Donald Byrd and Lee Morgan
- 1957: Hank Mobley and His All Stars
- 1957: Hank Mobley Quintet
- 1957: Hank
- 1957: Hank Mobley
- 1957: Curtain Call
- 1957: Poppin’
- 1958: Peckin’ Time
- 1960: Soul Station
- 1960: Roll Call
- 1961: Workout
- 1961: Another Workout
- 1963: No Room for Squares
- 1965: The Turnaround
- 1965: Dippin’
- 1965: A Caddy for Daddy
- 1963–66: Straight No Filter
- 1966: A Slice of the Top
- 1967: Third Season
- 1967: Far Away Lands
- 1967: Hi Voltage
- 1969: The Flip
- 1970: Thinking of Home